# Shall We Dance? (chanson)
Pour les articles homonymes, voir Shall We Dance?.
Shall We Dance? est une chanson composée par Richard Rodgers sur des paroles de Oscar Hammerstein II pour leur comédie musicale Le Roi et moi, créée à Broadway en 1951.
Elle est chantée par les principaux protagonistes, Anna Leonowens et le Roi de Siam. Dans la chanson, Anna raconte l'histoire d'une jeune fille anglaise qui est allée à son premier bal et a rencontré son amour là-bas. C'était le coup de foudre. (En fait, c'est une histoire qui lui est arrivée elle-même.)
La chanson a été créée sur scène par Gertrude Lawrence et Yul Brynner, les interprètes des rôles de Anna Leonowens et le Roi de Siam dans la production originale de Broadway de 1951.

## Accolades
La chanson (dans la version du film Le Roi et moi sorti en 1956) fut classée 54e dans la liste des « 100 plus grandes chansons du cinéma américain » selon l'American Film Institute (AFI). Les protagonistes sont joués dans le film par Deborah Kerr et Yul Brynner. Debora Kerr est doublé au chant par Marni Nixon.